# Емаш-Павлово
Ема́ш-Па́влово — деревня в Чернушинском районе Пермского края. Входит в состав Трушниковского сельского поселения.

## География
Находится на реке Емашка, примерно в 19 км к югу от центра города Чернушки, возле административной границы с Татышлинским районом Республикой Башкортостан.

## Население
| 2010 |
| ---- |
| 307  |

В 2005 году численность населения составляла 375 человек.
По результатам переписи 2010 года численность населения составила 307 человек, в том числе 151 мужчина и 156 женщин.

## Инфраструктура
Личное подсобное хозяйство.

## Транспорт
Просёлочные дороги. 